# Fiat 850

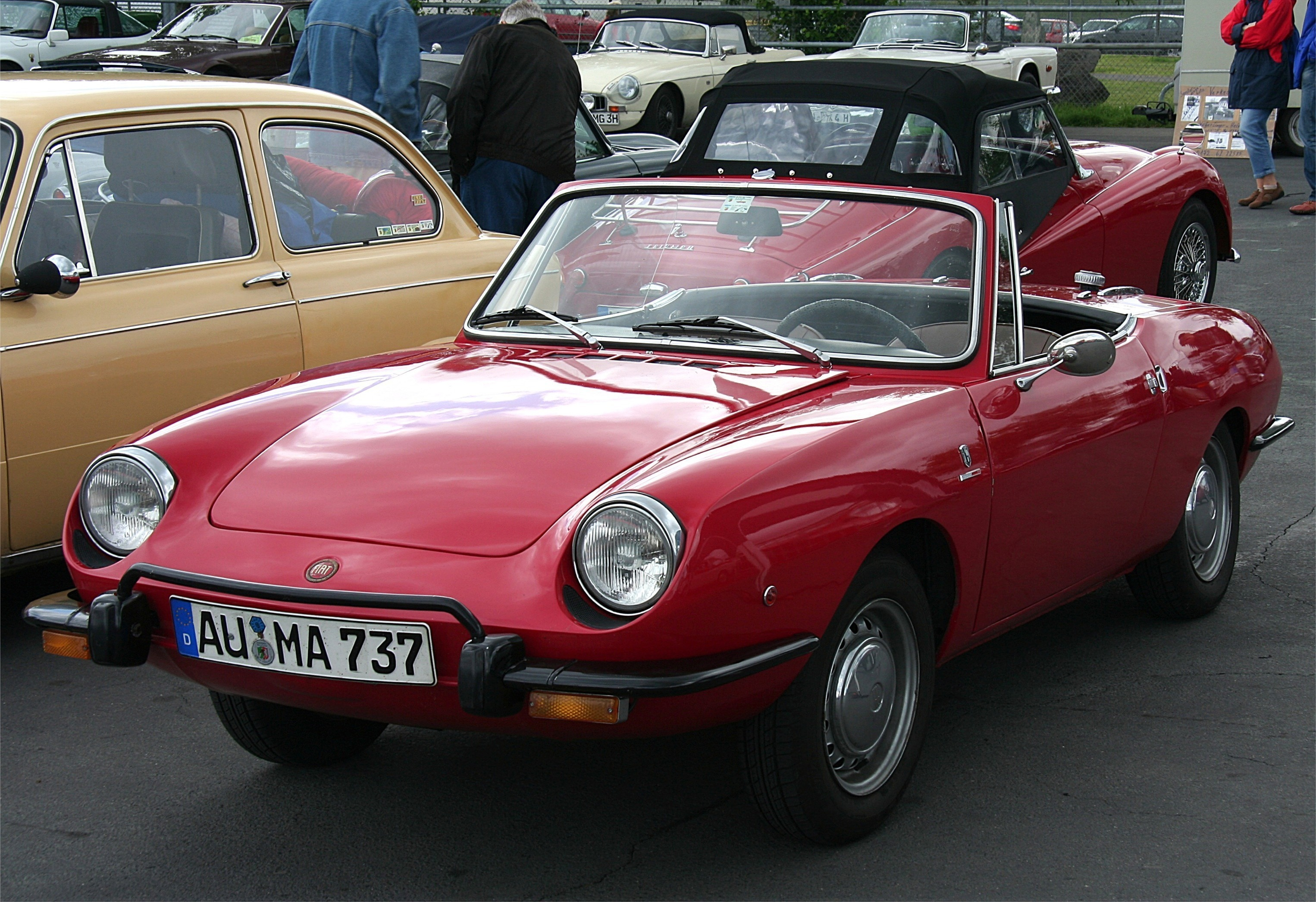
Fiat 850 Sport Spider

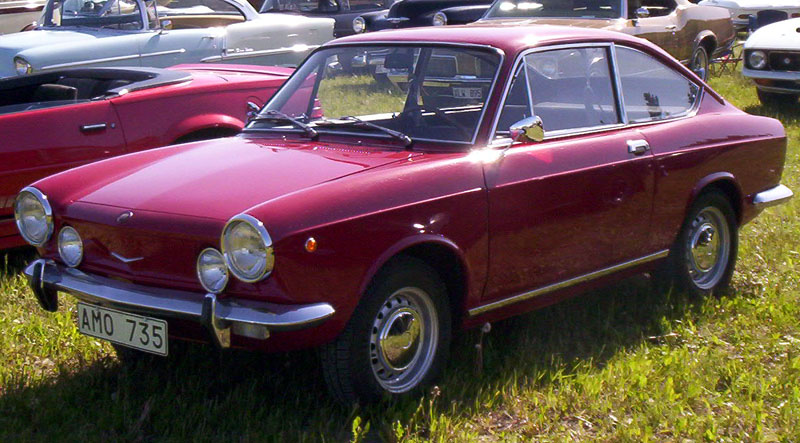
Fiat 850 Sport Coupé (segunda serie).

El Fiat 850 (también conocido como Ocho y medio) es un automóvil del segmento B producido por el fabricante italiano Fiat entre los años 1964 y 1971. Su diseño técnico era una evolución de su predecesor, el Fiat 600.

## Diseño y mecánica
A comienzos de los años sesenta, Fiat comenzó el diseño de un nuevo modelo de tamaño medio para cubrir el hueco existente entre el Fiat 600 y el Fiat 1100. Aunque inicialmente se quería desarrollar un modelo completamente nuevo, el limitado presupuesto disponible obligó a que, finalmente, la empresa diseñase un vehículo derivado del Fiat 600.
El Fiat 850 se lanzó al mercado en el año 1964. La primera versión en estar disponible fue el Fiat 850 Berlina, que derivaba mecánicamente del Fiat 600, del cual compartía en gran parte el mismo concepto en su estructura general (principalmente el techo). Sin embargo, el nuevo Fiat 850 aportaba un mayor refinamiento que su predecesor. Dante Giacosa (entonces jefe de proyectos de Fiat y diseñador del 600) fue el encargado de diseñar el 850, el cual tenía un frontal cuadrangular más alto, faros delanteros más grandes, un parabrisas más amplio, y una línea más aerodinámica gracias al rediseño de la parte posterior. El habitáculo, aunque era similar al del Fiat 600, incorporaba novedades avanzadas, como el sistema de calefacción mediante un radiador por el que circulaba el agua del circuito de refrigeración del motor, y que evitaba la entrada en el habitáculo del aire maloliente del motor. Su motor, a pesar de tener un sentido de giro inverso, también se basaba en el del 600, pero su capacidad se incrementó a 843 cc. En el momento de su lanzamiento existían dos versiones: "Normale" (normal) con 34 CV, y "Super" con 37 CV, esta última alcanzaba una velocidad punta de 125 km/h.

## Versiones derivadas
Poco tiempo después de aparecer la berlina, apareció la versión familiar 850 T (evolución del 600 T), de la que derivó una furgoneta pequeña. En 1965 se presentaron las versiones deportivas, el 850 Coupé diseñado por el Centro Stile Fiat y el 850 Spider diseñado por Bertone. Las dos compartían el bastidor de la berlina, pero contaban con un motor más potente (47 CV el Coupé y 49 CV el Spider), y frenos delanteros de disco, mientras que la berlina tenía frenos de tambor en las cuatro ruedas. Estas versiones consiguieron un gran éxito, ya que estéticamente parecían unos Ferrari en miniatura. En 1965 se presentó la berlina Super Idramatic, dotada de un embrague hidráulico automático (aunque el cambio seguía siendo manual de cuatro marchas). Sin embargo, a pesar de resultar muy cómodo en ciudad, el Super Idramatic tuvo muy poco éxito. Destaca también la versión presentada por el carrocero Siata, el 850 Spring, un descapotable inspirado en los modelos de los años 1930 con la mecánica de la versión Super.

## Producción extranjera
La marca española SEAT fabricó bajo licencia el SEAT 850 en versión idéntica al dos puertas de Fiat, así como las versiones 850 Coupé, 850 Sport Coupé y 850 Sport Spider. Además, SEAT introdujo una versión propia con cuatro puertas, construida en Tarrasa por el carrocero catalán Costa, con el bastidor alargado. Fiat dejó de producir el 850 en 1971, pero SEAT siguió fabricándolo hasta 1974. En total, SEAT fabricó 662.832 unidades del 850.
La versión dos puertas del 850 fue también producida en Bulgaria, mientras que Zastava usó su motor en el Zastava 850, que a pesar de esta denominación, compartía el diseño del Fiat 600. 
El 850 también se fabricó en Alemania, y fue el último modelo de Fiat producido por la empresa Neckar, comercializado como Neckar Adria.
El motor del 850 fue usado en el SEAT 133 (un modelo que básicamente era un 850 con una carrocería actualizada y diseñada basándose en el Fiat 126), y que Fiat comercializó en algunos países (ej. Argentina) con su propia marca. El motor del 850 también fue utilizado en el SEAT Panda 35, la versión española del Fiat Panda 34 original.